# 41
Вижте пояснителната страница за други значения на 41.
41 (четиридесет и първа) година (XLI) е обикновена година, започваща в неделя по юлианския календар.

## Събития

### В Римската империя
- Консули в Римската империя са Гай Цезар Август Германик (за IV път, но само от 1 до 13 януари) и Гней Сенций Сатурнин.
- Суфектконсул на мястото на Калигула става Квинт Помпоний Секунд.
- 24 януари – Калигула е убит от Касий Херея и Корнелий Сабин. Убити са и жена му Цезония и дъщеря му Юлия Друзила. Сенатът се опитва да провъзгласи република, но преторианците обявяват за император Клавдий. Провал на опита на наместника в Далмация Скрибониан да въстане за република.
- Начало на принципата на Клавдий (Тиберий Клавдий Друз Нерон Германик) (41 – 54 г.).
- Галба разгромява хатите, стигнали почти до Галия.
- Клавдий назначава Ирод Агрипа I за владетел на Юдея.
- Изгнание на Сенека на остров Корсика.
- Клавдий дава своята дъщеря Клавдия Антония за жена на Гней Помпей Магн.
- Гай Светоний Павлин е изпратен в Мавретания с подкрепления, за да подпомогне установяването там на римската власт.[1]

## Родени
- 12 февруари – Британик, син на император Клавдий († 55 г.)

## Починали
- Юлия Ливила, римска матрона
- 24 януари – Калигула, римски император (* 12 г.)
- 24 януари – Цезония, римска императрица
- 24 януари – Юлия Друзила, единственото дете на Калигула (* 39 г.)
- Юлия Ливила – сестра на император Калигула и племенница на Клавдий (* 18 г.)
- Касий Херея, римски центурион и един от убийците на Калигула